# やぎ座ベータ星

やぎ座β星は、やぎ座にある3等星のβ1星と6等星のβ2星からなる連星系である。

## 連星系
β1星とβ2星は地球からは3.4分離れており、双眼鏡を使えば容易に分離して見ることができる。2つの星は少なくとも21,000au離れた軌道を100万年以上かけて互いに周回している。そして、β1星、β2星のそれぞれがまた連星系を成しており、全体として少なくとも5つ以上の恒星から構成されている。
β1星あるいはAは、K型の巨星AaがB型の伴星Ab1を従えており、2つの星は1,374日の周期で周回している。Ab1はさらに0.1auの軌道を8.7日の周期で周る伴星Ab2を持っている。Aaは3.1等星、Abは（Ab1とAb2を合わせて）4.9等星である。
β2星あるいはBは、B型の巨星または準巨星Baが、30au離れた軌道を周るF型主系列星を伴星Bbに持っている。Baは6.16等星、Bbは9.14等星である。Baは水銀・マンガン星で、大気の組成に水銀やマンガンを多く含んでおり、白金、金、ビスマスに至っては太陽の10万倍のレベルで含有率が高い。
AとBは205秒離れているが、Aから226秒（Bから396秒）離れて8.83等星のCが、Aから116秒離れて13.7等星のDが、Dから4秒離れて14.4等星のEがある（1秒は100天文単位に相当）。ただしこれらは、AあるいはBと重力的に結びついていることが固有運動などで示されているわけではない。

## 名称
学名は β1 Capricoruni (略称は β1 Cap) 。固有名のダビー (Dabih) はアラビア語で「屠殺者の幸運（の星）」を意味する saʿd al-dhābiḥ に由来する。この屠殺者が何を意味するのかは伝わっていない。2016年8月21日、国際天文学連合の恒星の命名に関するワーキンググループ (Working Group on Star Names, WGSN) は、β1星Aaの固有名として Dabih を正式に承認した。